# Torneo de Anning
El Kunming Open (antes conocido como China International Challenger) es un torneo profesional de tenis. Pertenece al ATP Challenger Series. Se juega desde el año 2012 sobre pistas de polvo de ladrillo, en Yunnan, China. Desde 2016 la sede es en Anning. El evento femenino comenzó en 2014, uniéndose al Challenger masculino. El evento es parte de las series ATP Challenger Tour y WTA 125s se juega en canchas de arcilla. Con la reorganización del calendario en 2021 el evento femenino subió a la categoría WTA 250.

## Palmarés

### Individuales masculinos
| Año                       | Campeón              | Finalista            | Resultado          |
| ------------------------- | -------------------- | -------------------- | ------------------ |
| ↓ Torneo ATP Challenger ↓ |                      |                      |                    |
| 2012                      | Grega Žemlja         | Aljaž Bedene         | 1–6, 7–5, 6–3      |
| 2013                      | Márton Fucsovics     | James Ward           | 7–5, 3–6, 6–3      |
| 2014                      | Alex Bolt            | Nikola Mektic        | 6–2, 7–5           |
| 2015                      | Franko Škugor        | Gavin van Peperzeel  | 7–5, 6–2           |
| 2016                      | Jordan Thompson      | Mathias Bourgue      | 6–3, 6–2           |
| 2017                      | Janko Tipsarević     | Quentin Halys        | 6–7(5–7), 6–3, 6–4 |
| 2018                      | Prajnesh Gunneswaran | Mohamed Safwat       | 5–7, 6–3, 6–1      |
| 2019                      | Jay Clarke           | Prajnesh Gunneswaran | 6–4, 6–3           |
| ↓ CTA ↓                   |                      |                      |                    |
| 2020                      | Hua Runhao           | Mo Yecong            | 7–5, 7–6(7–4)      |

### Individuales femeninos
| Year           | Campeonas         | Finalistas    | Resultado          |
| -------------- | ----------------- | ------------- | ------------------ |
| ↓ Torneo ITF ↓ |                   |               |                    |
| 2014           | Zheng Saisai      | Jovana Jaksic | 6–2, 6–3           |
| 2015           | Zheng Saisai (2)  | Han Xinyun    | 6–4, 3–6, 6–4      |
| 2016           | Zhang Kailin      | Peng Shuai    | 6–1, 0–6, 4–2 ret. |
| 2017           | Zheng Saisai (3)  | Zarina Diyas  | 7–5, 6–4           |
| ↓ WTA 125s ↓   |                   |               |                    |
| 2018           | Irina Khromacheva | Zheng Saisai  | 3–6, 6–4, 7–6(7–5) |
| 2019           | Zheng Saisai (4)  | Zhang Shuai   | 6–4, 6–0           |
| ↓ CTA ↓        |                   |               |                    |
| 2020           | Wang Meiling      | Cao Siqi      | 6–4, 6–2           |
| ↓ WTA 250 ↓    |                   |               |                    |
| 2021           |                   |               |                    |

### Dobles
| Año  | Campeones                             | Finalistas                              | Resultado            |
| ---- | ------------------------------------- | --------------------------------------- | -------------------- |
| 2017 | Dino Marcan Tristan-Samuel Weissborn  | Steven de Waard Blaž Kavčič             | 5–7, 6–3, [10–7]     |
| 2016 | Bai Yan Riccardo Ghedin               | Denys Molchanov Aleksandr Nedovyesov    | 4–6, 6–3, [10–6]     |
| 2015 | Bai Yan Wu Di                         | Karunuday Singh Andrew Whittington      | 6–3, 6–4             |
| 2014 | Alex Bolt Andrew Whittington          | Daniel Cox Maoxin Gong                  | 6-4, 6-3             |
| 2013 | Victor Baluda Dino Marcan             | Samuel Groth John-Patrick Smith         | 6–7(5), 6–4, 10–7    |
| 2012 | Sanchai Ratiwatana Sonchat Ratiwatana | Ruan Roelofse Kittipong Wachiramanowong | 4–6, 7–6(1), [13–11] |

### Dobles femenino
| Year           | Campeonas                          | Finalistas                            | Resultados                 |
| -------------- | ---------------------------------- | ------------------------------------- | -------------------------- |
| ↓ Torneo ITF ↓ |                                    |                                       |                            |
| 2014           | Han Xinyun Zhang Kailin            | Varatchaya Wongteanchai Zhang Ling    | 6–4, 6–2                   |
| 2015           | Xu Yifan Zheng Saisai              | Yang Zhaoxuan Ye Qiuyu                | 7–5, 6–2                   |
| 2016           | Wang Yafan Zhang Kailin (2)        | Varatchaya Wongteanchai Yang Zhaoxuan | 6–7(3–7), 7–6(7–2), [10–1] |
| 2017           | Han Xinyun (2) Ye Qiuyu            | Prarthana Thombare Xun Fangying       | 6–2, 7–5                   |
| ↓ WTA 125s ↓   |                                    |                                       |                            |
| 2018           | Dalila Jakupovic Irina Khromacheva | Guo Hanyu Sun Xuliu                   | 6–1, 6–1                   |
| 2019           | Peng Shuai Yang Zhaoxuan           | Duan Yingying Han Xinyun              | 7–5, 6–2                   |
| ↓ CTA ↓        |                                    |                                       |                            |
| 2020           | Han Xinyun (3) Zhu Aiwen           | Jiang Xinyu Tang Qianhui              | 6–2, 4–6, [10–6]           |
| ↓ WTA 250 ↓    |                                    |                                       |                            |
| 2021           |                                    |                                       |                            |

|}